# Atopsyche uruguayensis
Atopsyche uruguayensis är en nattsländeart som beskrevs av Angrisano 1997. Atopsyche uruguayensis ingår i släktet Atopsyche och familjen Hydrobiosidae. Inga underarter finns listade i Catalogue of Life.